# Manoir de Kergoat
 (avril 2012).
Si vous disposez d'ouvrages ou d'articles de référence ou si vous connaissez des sites web de qualité traitant du thème abordé ici, merci de compléter l'article en donnant les références utiles à sa vérifiabilité et en les liant à la section « Notes et références ».
Le manoir de Kergoat, dans le pays de Léon (département du Finistère) est situé sur la commune de Plouédern, à proximité de la ville de Landerneau (à seulement 800 mètres). La propriété, constituée d'un jardin et de plusieurs bâtiments (dont le manoir), accueille de nombreux visiteurs à l'occasion des Journées européennes du patrimoine. À la demande de son propriétaire, Michel Briat, il a fait l'objet d'une étude de la direction régionale des Affaires culturelles (DRAC) de Bretagne en 1995. L'étude historique et patrimoniale a notamment mis en évidence un site castral ancien, du Haut Moyen Âge, datant du Xe ou XIe siècle.
Le bâtiment principal, le manoir, est établi sur des bases très anciennes. Il présente, sur sa façade nord, face à la cour d'honneur, une architecture datant de la fin du XVIe siècle voire du début du XVIIe siècle. La façade comporte notamment une tourelle engagée et trois lucarnes de l'époque Renaissance. Deux pavillons encadrent l'ancien porche d'entrée.
La façade sud a été remaniée au XVIIIe siècle et présente de plus grandes ouvertures permettant de profiter du soleil et d'un très beau parc de style romantique, créé par Jacques Mazurier, fils de Jean-Baptiste Mazurier, acquéreur du manoir et succédant en 1763 à la famille de Corran, originaire d'Écosse, implantée en Léon depuis le XVe siècle et premiers occupants mentionnés du manoir.
S'agissant de la famille Mazurier, famille d'armateurs et de négociants en lin ayant joué un rôle politique et économique important dans le pays de Landerneau au cours de la seconde moitié du XVIIIe siècle, Jean-Baptiste Mazurier, né à Tinchebray en Normandie en 1684, s'était installé à Landerneau et avait épousé le 13 mars 1717, Marie-Louise Bordier. Ils acquirent une grande fortune, représentée par le grand hôtel particulier du quai de Léon et de nombreux manoirs dont ils dotèrent leurs enfants. Ainsi, Jacques Louis Gabriel Mazurier s'installa au manoir de Kergoat, Joseph-René s'installa au manoir de Kerliezec et Pierre-Louis s'installa au manoir de Porz-an-Trez.
Les terres de Kergoat étaient certainement très fertiles à l'époque, comme on peut en juger aujourd'hui, et de plus, elles jouissaient d'un  micro-climat favorable grâce à l'exposition plein Sud. Cette situation exceptionnelle explique la liste impressionnante d'arbres, d'arbustes, de vignes et de fleurs généralement présentes sous des latitudes plutôt méditerranéennes et mentionnés sur un inventaire de 1847. Cette exposition favorable explique l'idée de créer un jardin de style romantique comprenant deux bassins, dont l'un avec vasque, une structure de rochers près d'un étang, une salle verte, des allées bordées d'ifs et de tilleuls taillés en berceau, un mail, des buis, des lauriers...
Jacques Mazurier avait réservé certaines parcelles pour multiplier de nombreux baliveaux afin de garnir les autres parcs familiaux de Kerliezec et Porz-an-Trez par exemple... La conduite actuelle du parc de Kergoat s'est efforcée, depuis une vingtaine d'années, de conserver au maximum la nature du parc d'origine. Ainsi, de beaux arbres deux fois centenaires existent toujours et l'on peut admirer des hortensias, des camélias, des magnolias, des azalées, dont un de  plus de cent ans, et une roseraie.

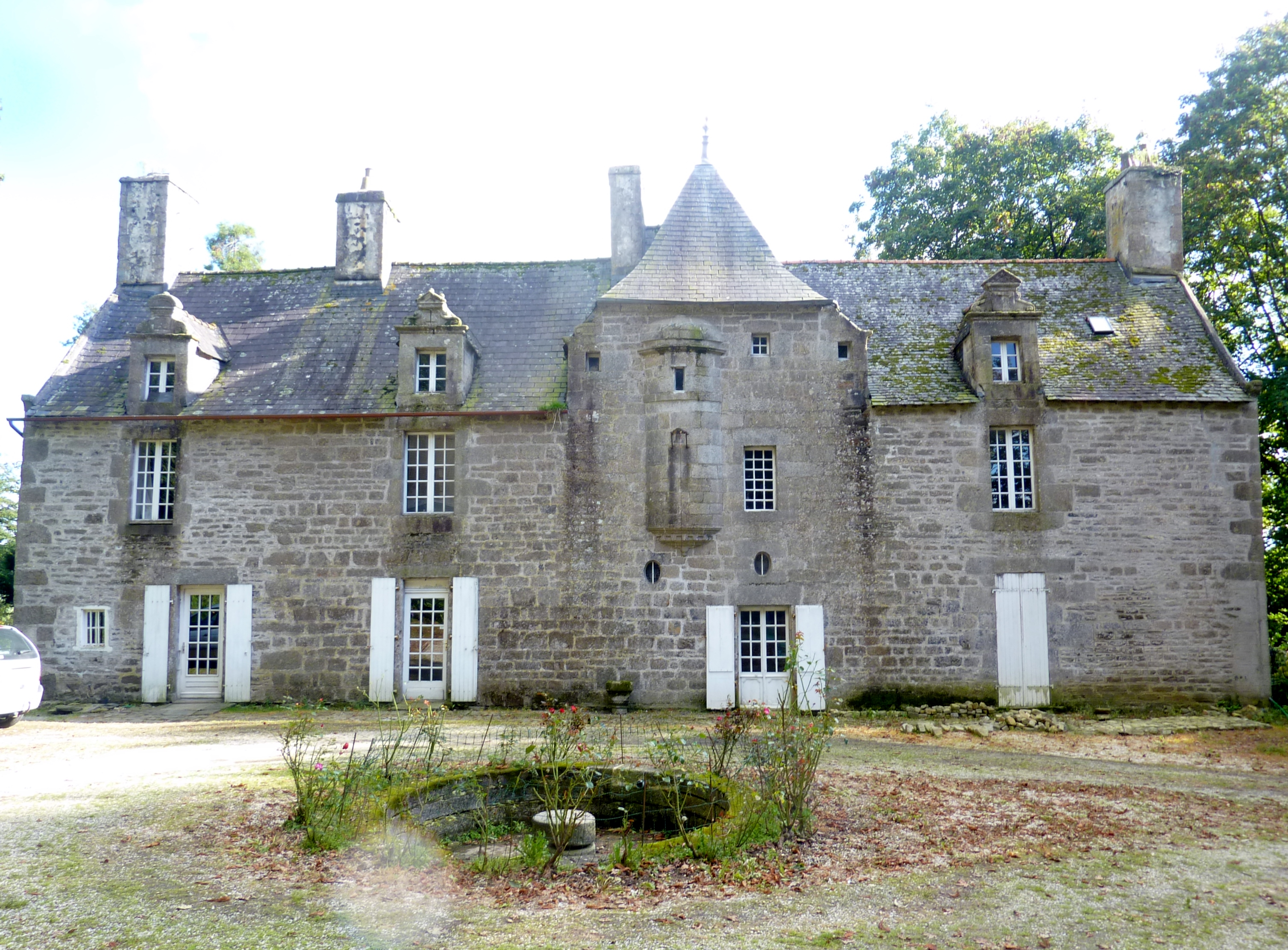
Le manoir de Kergoat (façade nord)
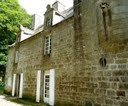
Le manoir de Kergoat : façade Nord, avec la tourelle engagée et les lucarnes de style Renaissance
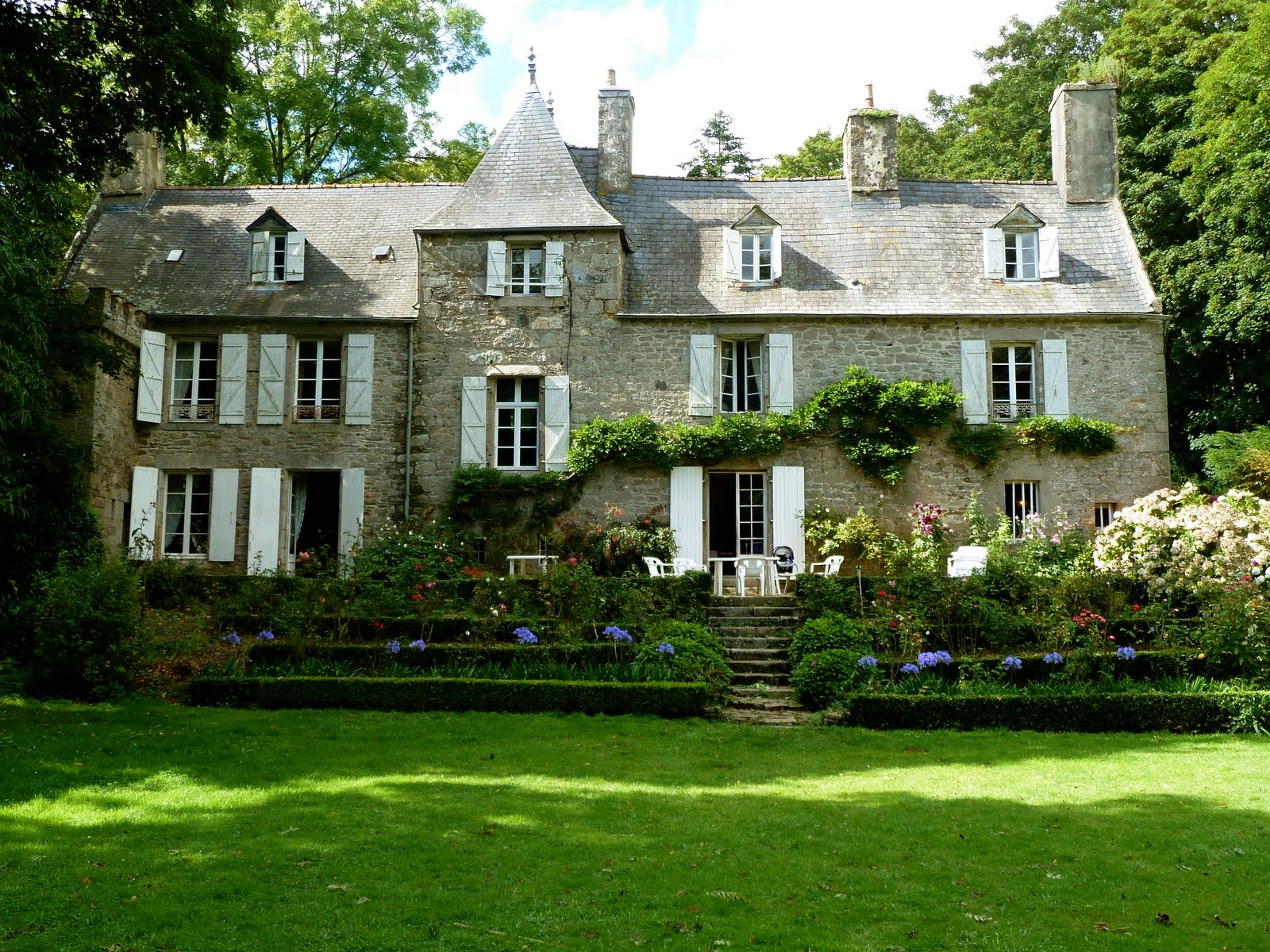
Le manoir de Kergoat : façade Sud avec les larges ouvertures pratiquées au XVIIIe siècle
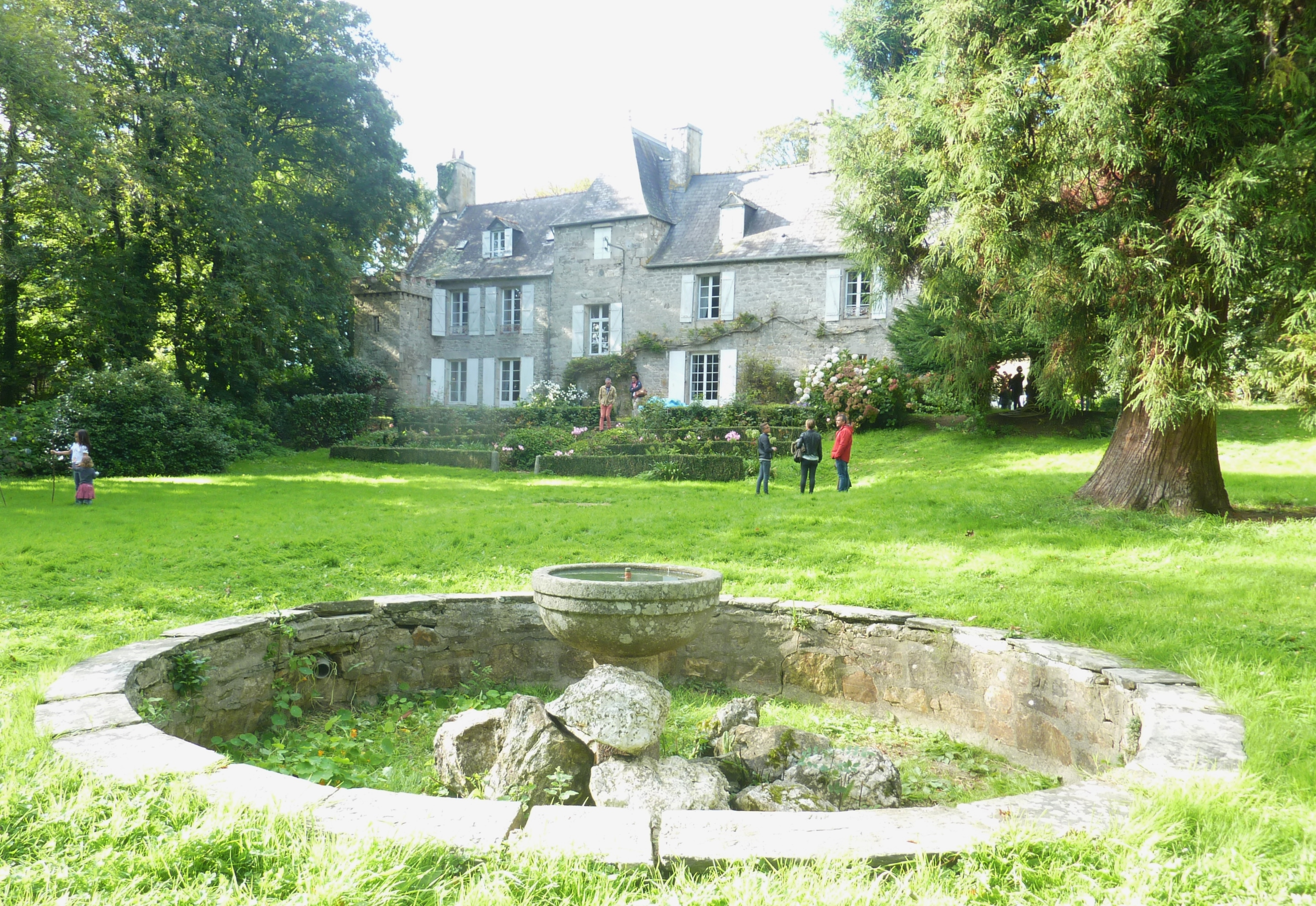
Le manoir de Kergoat (façade sud) et son bassin
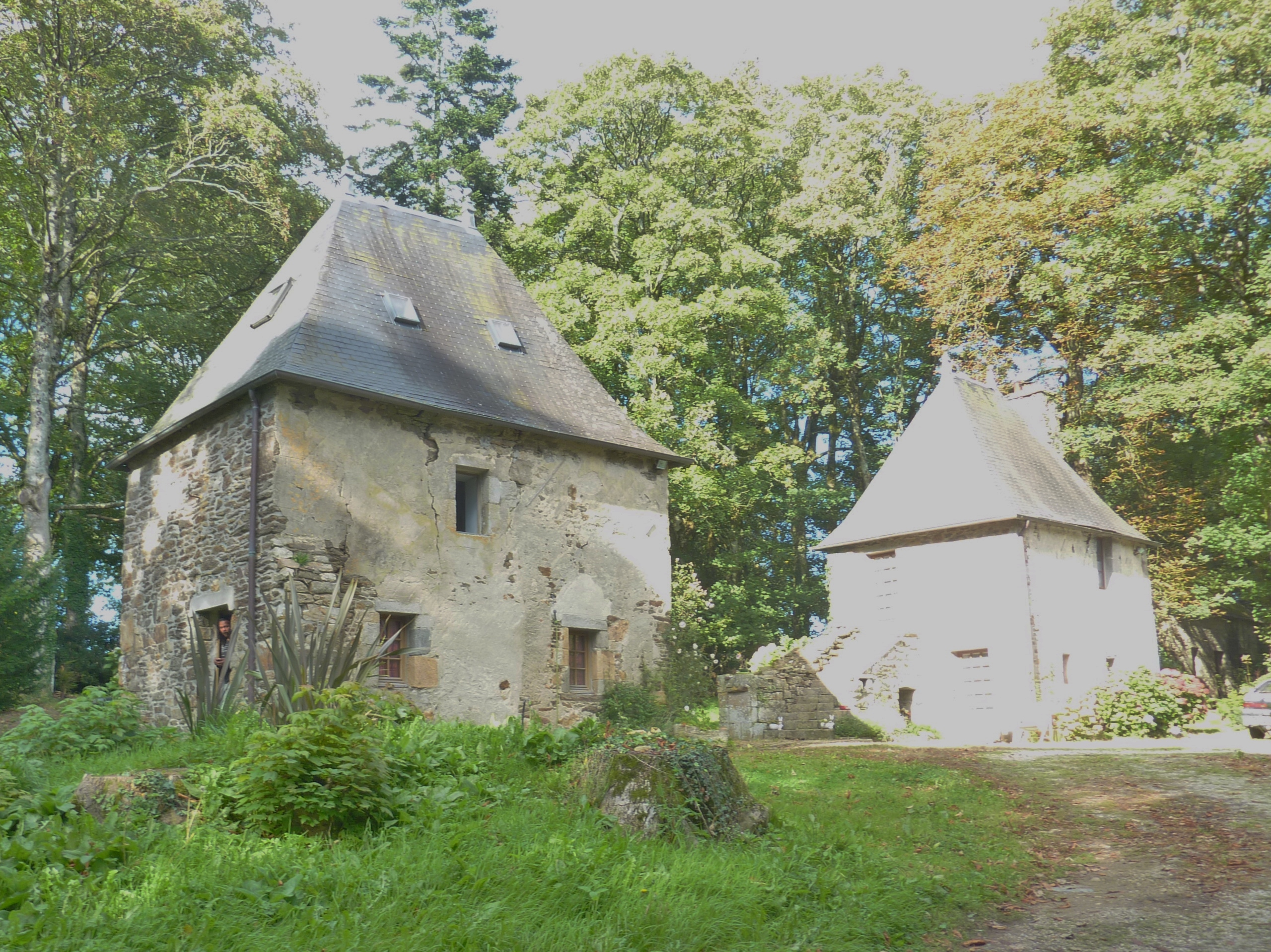
Manoir de Kergoat : les deux pavillons situés au nord de la cour d'entrée